# I Jugoslaviens bjerge
I Jugoslaviens bjerge (russisk: В горах Югославии) er en sovjetisk film fra 1946 instrueret af Abram Room.

## Medvirkende
- Ivan Bersenev som Josip Broz Tito
- Nikolaj Mordvinov som Slavko Babić
- Olga Zjizneva som Andža
- Vsevolod Sanajev som Aleksej Gubanov
- T. Likar as Milica